# I Got the Blues
«I Got the Blues» —en español: «Tengo el blues»— es una canción de la banda británica de rock The Rolling Stones, incluida en su álbum Sticky Fingers, editado en 1971.
Escrita por Mick Jagger y Keith Richards, «I Got the Blues» es un blues lento en un compás ternario de 6/8. Cuenta con guitarras lánguidas con una gran influencia del blues y soul.
En su review de la canción, Richie Unterberger compara a los Stones con sus influencias tempranas, diciendo: "Musicalmente, está mucho en la escuela de las baladas lentas de Stax, de Otis Redding y algunos otros, con guitarras reverberadas y lentas, con una sensación de góspel, con cobres definidos, y una lenta acumulación de la tensión." Un punto de referencia notable es el balada de Otis Redding «I've Been Loving You Too Long», una canción que los Stones grabaron en 1965, y es muy similar en estilo y la construcción.
Grabada entre los meses de marzo a mayo de 1970, en la casa de Mick Jagger ubicada Newbury, con el Estudio móvil de The Rolling Stones y finalizado en los Olympic Studios de Londres. «I Got the Blues» cuenta con Jagger en la voz principal, Richards y Mick Taylor en las guitarras, Bill Wyman en el bajo, Charlie Watts en la batería,y Billy Preston en el órgano de Hammond. Los veteranos colaboradores de la banda Bobby Keys y Jim Price interpretaron el saxofón y la trompeta, respectivamente.

## Personal
Acreditados:
- Mick Jagger: voz.
- Keith Richards: guitarra acústica, coros.
- Mick Taylor: guitarra eléctrica.
- Bill Wyman: bajo.
- Charlie Watts: batería.
- Billy Preston: órgano.
- Jim Price: trompeta.
- Bobby Keys: saxofón.